# Алексеев, Александр Степанович
Александр Степанович Алексеев (17 июня 1913, Заплавное, Астраханская губерния — 12 мая 1993, Санкт-Петербург) — советский военачальник, контр-адмирал, участник советско-финской и Великой Отечественной войн.

## Биография
Александр Степанович Алексеев родился 17 июня 1913 года в селе Заплавное (ныне — в Ленинском районе Волгоградской области). В 1933 году был призван на службу в Военно-морской флот СССР. В 1937 году окончил Высшее военно-морское училище имени М. В. Фрунзе, после чего служил на различных судах Балтийского флота. Участвовал в советско-финской войне, будучи командиром БЧ-1 плавучей базы «Кронштадт». В декабре 1940 года Алексеев поступил на Высшие специальные курсы командного состава Военно-морского флота СССР. С началом Великой Отечественной войны он ускоренно был выпущен из этих классов и назначен командиром БЧ-1 крейсера «Чапаев». Впоследствии служил дивизионным штурманом в различных дивизионах эсминцев Балтийского флота.
Осенью 1941 года Алексеев, будучи штурманом турбоэлектрохода «Сталин», принимал активное участие в обеспечении эвакуации советских войск с военно-морской базы на полуострове Ханко в Кронштадт. В дальнейшем являлся командиром БЧ-1 эсминца «Сильный». Участвовал в обороне Ленинграда. С января 1944 года служил в штабе эскадры Балтийского флота, занимая должность офицера по войсковой разведке — младшего флагштурмана. Участвовал в проведении операций кораблей в Выборгском заливе и проливе Бьёркезунд, постановке минных заграждений в Финском заливе. Успешно справлялся со своими обязанностями в тяжёлых навигационных условиях и при активном противодействии вражеской артиллерии. В преддверии десантной операции на острова Моонзундского архипелага — Эзель, Даго, Муху — Алексеев являлся один из активнейших разработчиков плана её проведения, планировал расстановку сил и средств, внеся значительный вклад в достижение успеха.
После окончания войны продолжал службу в Военно-морском флоте СССР. Некоторое время преподавал на кафедре навигации Высшего военно-морского училища имени М. В. Фрунзе. В 1952 году окончил гидрографический факультет Военно-морской академии кораблестроения и вооружения имени А. Н. Крылова. С марта 1952 года служил флагштурманом на Северном флоте. Участвовал в испытаниях первых морских баллистических и крылатых ракет. В марте 1956 года вернулся в Ленинград, был заместителем начальника, начальником института № 9 ВМФ СССР. С января 1961 года возглавлял кафедру технических средств навигации Военно-морской академии. В октябре 1969 года был уволен в запас. Умер 12 мая 1993 года, похоронен на Смоленском православном кладбище в Санкт-Петербурге.

## Награды
- Орден Красного Знамени (21 августа 1953 года);
- Орден Отечественной войны 1-й степени (10 ноября 1944 года);
- Орден Отечественной войны 2-й степени (25 июля 1943 года);
- Орден Красной Звезды (20 июня 1949 года);
- Медали «За боевые заслуги» (3 ноября 1944 года), «За оборону Ленинграда» и другие.